# 日置忠尚
日置 忠尚（へき ただひさ/ひき ただなお）は、幕末期の岡山藩家老・金川日置家当主。日置帯刀（へき たてわき）の通称でも知られる。明治初年に発生した岡山藩兵と欧米人兵士との衝突事件（神戸事件）の当事者となった。また、画家としても知られ、明治維新後は宮内省技芸官となった。

## 経歴
文政12年（1829年）2月8日、岡山藩家老で天城池田家当主の池田政徳の次男として岡山に生まれる。母は池田政孝の娘・輝子。嘉永7年（1854年）1月、家老日置忠弼の養子となり、安政3年（1856年）2月に家督を相続、備前金川1万6000石の領主となる。
文久3年（1863年）2月に池田茂政が藩主となると、7月に仕置家老に任じられる。
慶応4年（1868年）1月、岡山藩に新政府より西宮警備の命が下る。忠尚は藩兵を率いて進軍したが、途中神戸で隊列を横切ろうとしたフランス兵に対し、藩兵が発砲する事件が発生する。発足したばかりの新政府にとって初めての重大な外交問題となった（神戸事件）。日置家家臣の滝善三郎が責任者として切腹し、忠尚も謹慎処分となる。
廃藩後は宮内省に技芸官として出仕した。明治39年（1906年）9月、養子の健太郎に男爵が授けられた。
大正7年（1918年）8月9日没、享年90。